# Dongyuan International Chengdu Sichuan Airlines Square
Le Dongyuan International Chengdu Sichuan Airlines Square est un gratte-ciel de 204 mètres construit en 2016 à Chengdu dans la province du Sichuan en Chine. C'est le siège de Sichuan Airlines.